# 週刊フジテレビ批評
『週刊フジテレビ批評』（しゅうかんフジテレビひひょう）は、フジテレビの自己検証番組・自己批評番組。略称は「フジ批評」など。
2009年10月3日から『めざにゅ〜』と統合し放送時間を5:00-6:00の60分に拡大した『新・週刊フジテレビ批評』となり、2018年4月7日からは、『新・週刊フジテレビ批評』が30分枠に縮小し、題名も『週刊フジテレビ批評』に戻した（ただし新聞のテレビ欄に「新」マークはなし）。

## 概要
民放初の自己検証番組として1992年4月17日に放送開始。第1回の放送では、当時の社長・日枝久が視聴者に向けて「テレビが一方的に視聴者に語るだけでなく、視聴者とテレビ局がお互いに語り合いながら番組作りを進めることが、よい番組を作り、放送文化の向上につながる」と番組の趣旨を語りかけた。
自己検証番組・自己批評番組のなかではもっとも放送時間が長く（月120-150分）、放送回数も多い。
関東ローカルの番組であるが、仙台放送（OX）の自己検証・自己批評番組である『月刊チャンネル寸評』においても「Today's Theme」が2週遅れで放送されている。
開始当初は金曜日の早朝だったが、第1期終盤と第2期は毎週土曜日5:30-6:00に放送。同じ在京キー局の日本テレビで放送されている自己検証・自己批評番組の『あなたと日テレ』とは異なり、番組中は全くCMが放送されなかった。2020年現在、番組前半の「視聴者の声」と後半の特集との間にCMが入る。

## 現在の出演者
特記以外フジテレビアナウンサー。
全員前番組『新・週刊フジテレビ批評』から続投。
MC
- 渡辺和洋
- 斉藤舞子

コメンテーター（週替わり1人ずつ）
- 松野良一（中央大学国際情報学部教授）
- 稲増龍夫（法政大学社会学部教授）
- 音好宏（上智大学文学部新聞学科教授）
- 津田大介（ジャーナリスト）[3]
- 江川紹子（ジャーナリスト）
- 古市憲寿（社会学者）
- 宇野常寛（評論家）
- 速水健朗（編集者・ライター）
- 原田曜平（博報堂・若者研究所）
- 木村隆志（ドラマ解説者）
- 吉田潮（ライター・イラストレーター）
- パックン（パックンマックン）（タレント）

## 過去の出演者

### 第1期
| 期間      | 期間       | MC       | MC         |
| 期間      | 期間       | 男性     | 女性       |
| --------- | ---------- | -------- | ---------- |
| 1992.4.17 | 1993.9.24  | （不在） | （不在）   |
| 1993.10.1 | 1996.3.30  | 奥寺健   | 平松あゆみ |
| 1996.4.6  | 1997.4.26  | 奥寺健   | 高木広子   |
| 1997.5.3  | 1999.10.30 | 奥寺健   | 木幡美子   |
| 1999.11.6 | 2000.11.25 | 山中秀樹 | 木幡美子   |
| 2000.12.2 | 2001.3.31  | 山中秀樹 | 大坪千夏   |
| 2001.4.7  | 2002.9.28  | 福井謙二 | 武田祐子   |
| 2002.10.5 | 2009.9.26  | 向坂樹興 | 武田祐子   |

備考
- 番組開始当初は全編VTR構成によりスタジオ司会者は設けず。目玉マークに手足が生えたCGキャラクターが登場していたが、お辞儀をするときに目玉が中央から真っ二つに折れるという姿だった。声は川端健嗣が担当した。
- 通算5代目司会者の武田は『新・週刊フジテレビ批評』も続投。また初代男性司会者の奥寺も『新・週刊フジテレビ批評』の司会を担当。

### 第2期
| 期間 | 期間      | MC       | MC              | コーナーMC |
| 期間 | 期間      | 男性     | 女性            | コーナーMC |
| --- | --------- | -------- | --------------- | ---------- |
| 2018.4.7 | 2020.3.28 | 渡辺和洋 | 山中章子1・2・3 | 久代萌美4  |
| 2020.4.4 | 2020.4.18 | 渡辺和洋 | 山中章子1・2・3 | 新美有加4  |
| 2020.4.25 | 2024.7.13 | 渡辺和洋 | 新美有加4       | （不在）   |
| 2024.7.20 | 2025.3.29 | 渡辺和洋 | 椿原慶子5       | （不在）   |
| 2025.4.5 | 現在      | 渡辺和洋 | 斉藤舞子        | （不在）   |
| - 出演当時、全員フジテレビアナウンサー。『新・週刊フジテレビ批評』から続投。 - 1 『めざましどようび』のニュースキャスター （7時台のみ）を兼務。 - 2 『FNN Live News days』（週末キャスター）を兼務。 - 3 産休のため降板。 - 4 『S-PARK』（土曜ニュースキャスター）を兼務。(新美は2021年3月まで) - 5 退社のため降板。 |           |          |                 |            |

## スタッフ
オンエア上では2社の社名で全部である。
- 制作協力：バンエイト
- 制作著作：フジテレビ

## 主なコーナー

### 現在（第2期）
- テレビウィークリー
- ハテナTV※
- The批評対談※
  - ※ハテナTVとThe批評対談は週替わりに放送される。

### 過去

#### YOUR VOICE（第1期）
ひとことカメラ
Today's Themeに関連したテーマで質問した街頭インタビューVTRを放送する。時々コーナーが休止されることがある。
視聴者の手紙・e-mailによる批評
番組の肝といえるコーナー。視聴者が番組に寄せた、フジテレビの番組への批評・意見やテレビ界・マスコミへの批評・提言を紹介する。採用者には記念品が贈呈される。
ときおり、フジテレビ広報部長が出演し、批評・質問に回答することがある。広報部長が出演しない場合、司会が担当者の回答を代読することがある。

##### TV's Eye（第1期）
テレビ界・マスコミでのシンポジウムや、BPO（放送倫理・番組向上機構）やBRC（放送と人権等権利に関する委員会）からの発表、フジテレビのイベント、番組改編のあらましなどひとつのテーマにしぼって伝える。
月1回、フジテレビ放送番組審議会の審議内容をVTRで放送する。主な意見について、審議会委員自身の発言が視聴できる。フジテレビのWEBサイトで見られる放送番組審議会報告では発言した委員の名前が明らかにされていない。
時々、コーナーが休止されることがある。

##### Today's Theme（第1期）
毎回登場する各界の著名人ゲストが、意見を主張しテレビ界へ提言を行うゲスト対談コーナー。ゲストの「テレビ観」「メディア観」についても触れる。このコーナーのみ月に1回のみであるが仙台放送でも時差ネットされている。

## 特大号
不定期で放送時間を60分に拡大することがある。
最近は「テレビSOS」「伝えておきたいテレビの事!」と題し、フジテレビの歴代番組から制作者・出演者の苦闘と番組の先進的な特徴・工夫・技術について伝えている。

## 特別号
通常の放送時間以外で、特別号として放送されることがある。
海外のテレビ事情など、テレビ・メディアに関連したワンテーマに焦点をあてて放送する。
2023年10月21日14:00 - 14:25に放送された『週刊フジテレビ批評 特別版 旧ジャニーズ事務所創業者による性加害問題と“メディアの沈黙”』は一部の系列局でも遅れネットで放送された。

## 特別企画
8月および、年末年始の放送は、スタジオを飛び出して屋外ロケーション収録で放送することがある。この場合、全時間がToday's Theme的な内容になる。
年末の放送では、1年間に登場した著名人ゲストのテレビへの提言をまとめた総集編を放送する。

## その他
- 2007年3月10日放送分において、『CHIMPAN NEWS CHANNEL』の放送終了日を3月15日と発表。該当番組内において「重大発表」が予告されていた最中の発表だった（CHIMPAN NEWS CHANNEL#打ち切りの経緯を参照）。
- 2008年2月2日放送分では、前年の『27時間テレビ』の「日本全国“なまか”を笑顔に! ハッピー筋斗雲」で起きた問題（FNS27時間テレビ (2007年)#番組内容をめぐる問題を参照）について、編成部担当者が正式謝罪を行った。